# Кабрера Лопес, Рохелио
Рохелио Кабрера Лопес (исп. Rogelio Cabrera López; род. 24 января 1951, Санта-Каталина, Мексика) — мексиканский прелат. Епископ Такамбаро с 30 апреля 1996 по 16 июля 2001. Епископ Тапачулы с 16 июля 2001 по 11 сентября 2004. Епископ Тустла-Гутьерресса с 11 сентября 2004 по 25 ноября 2006. Архиепископ Тустла-Гутьерресса с 25 ноября 2006 по 3 октября 2012. Архиепископ Монтеррея с 3 октября 2012.